# Fístula obstétrica
Fístula obstétrica (ou fístula vaginal) é uma grave condição médica na qual uma fístula (abertura) se desenvolve entre o reto e a vagina (veja fístula retovaginal) ou entre a bexiga urinária e a vagina (veja fístula vesicovaginal) após um parto não-adequado, quando os cuidados médicos necessários não estão disponíveis.

## Ocorrência
Cerca de 2 milhões de mulheres na África Subsaariana, Ásia, região árabe e América Latina sofrem da doença, com a ocorrência de 75 000 novos casos por ano. É considerada uma doença da pobreza, com pouca incidência no mundo desenvolvido.

## Sintomas
É formado um buraco entre o canal de parto e a bexiga e ainda podendo alcançar o reto. A mulher com este tipo de ocorrência passa a sofrer de incontinência urinária e fecal, sendo que os fluidos normalmente causam um forte odor causando também ulcerações ou queimaduras.

## Consequências
A paciente passa a ter problemas médicos crônicos e depressão, e o isolamento social passa a ser algo previsível.

## Tratamento
As fístulas podem ser evitadas com o uso apropriado da cesariana. O tratamento precoce pode ser feito com utilização de cateter urinário para ajudar na cicatrização. O tratamento definitivo geralmente é feito por cirurgia.